# Муравьёвский сельсовет (Амурская область)
Муравьёвский сельсове́т — сельское поселение в Тамбовском районе Амурской области.
Административный центр — село Муравьёвка.

## История
11 июня 2005 года в соответствии с Законом Амурской области № 29-ОЗ муниципальное образование наделено статусом сельского поселения.

## Население
| 2002 | 2010 | 2011 | 2012 | 2013 | 2014 | 2015 | 2016 | 2017 |
| ---- | ---- | ---- | ---- | ---- | ---- | ---- | ---- | ---- |
| 867  | ↘755 | →755 | ↘721 | ↘707 | ↘688 | ↘682 | ↘677 | ↘669 |
| 2018 | 2018 | 2021 |      |      |      |      |      |      |
| ↗673 | →673 | ↘651 |      |      |      |      |      |      |

## Состав сельского поселения
| № | Населённый пункт | Тип населённого пункта       | Население |
| - | ---------------- | ---------------------------- | --------- |
| 1 | Муравьёвка       | село, административный центр | ↘480      |
| 2 | Резуновка        | село                         | ↗193      |